# 表三郎
表 三郎（おもて さぶろう、1940年10月15日 - 2024年11月9日）は、日本の経済学者、思想家、予備校講師（英語科）。元大阪市立大学全学共闘会議議長、元桃山学院大学講師、元駿台予備学校英語科講師。

## 経歴
1940年、広島県に生まれ、大阪府で育った。1961年、2浪の末、甲南大学経済学部に入学。1970年、大阪市立大学大学院経済学研究科博士課程修了。
最初革命的共産主義者同盟に所属するも、中核派・革マル派の分裂に際してはそのどちらにも加わらず、その後大阪市立大学の全共闘議長に就任するなど学生運動に傾倒した。大学院修了後は桃山学院大学の講師を務める傍ら論文執筆に励み、「現代の理論」等に多数掲載。経済学並びに社会思想史に関する論文を多数出版している。
1976年から1991年まで、駿台予備学校関西地区英語科主任。その後、関西地区英語科顧問。伊藤和夫により提唱された、駿台英語科において重視される考え方「構文主義」を乗り越える「ポスト構文主義」を提唱している。
2019年度をもって、駿台予備学校を勇退。

## ポスト構文主義

### 概要
構文主義の第一人者である伊藤和夫を批判する表は、自身の英文読解のストラテジー、戦略を「ポスト構文主義」と呼んでいる。ポスト構文主義に従った英文読解法は以下の内容を含んでいる。
- 重層的な読み：構文・表現・内容の三層で分析を行い、文章をミクロからもマクロからも分析すること。
- 「動詞Vの発見」重視：構文の分析において、「動詞Vの発見」をセンテンス毎に丁寧におこなう（いきなり特殊構文に飛びつかない）。
- パラグラフリーディング

文の構造（文法的な関係）を明らかにすることを重視する構文主義に対して、加えて文章の内容をも重視するのがポスト構文主義である。これは、文の構造と内容には深い関係があって、その関係に留意しつつ読解することが、より読解に優れるはずであるという考えからである。また、英文の構造は「エンドフォーカス」となっており、「前提⇒主張」の順番で論理が展開されるため、この流れに沿った読み方をすべきであると考えている。そのため、表は英文を前から読み、前から訳すことを強調している。

### ポスト構文主義が生まれた背景
大学の英文学や言語学専門の教官によって作成される大学入試の英語は、作問者が手近にある専門書等の文章を問題文に引用する場合も少なからずあるために、文章の意味内容を理解していなければ（つまり、十分な背景知識を持っていなければ）、各文の解釈や設問への解答が困難になるような問題が少なからずある。これに対応する授業をする必要があったために、構文だけではなく背景知識まで含めた精緻な読解手法が考案された。
特に、1990年代までは教養そのものの商品価値が高く、教養指向の強い受験生が多く、これらの受験生が好んでポスト構文主義を受け入れたことも大きく影響している。

## 著作

### 受験参考書
- 『スーパー英文読解法（上)』（論創社、1991年）
- 『スーパー英文読解法（下)』（論創社、1994年）
- 『スーパー英文読解法 入門編 ビデオ』 （論創社、1995年）
- 『表三郎のスーパー英文読解法講義 [録音資料] 全10巻』（論創社、1995年）
- （監修）（冨士哲也）『スーパー英文読解演習（1）』 （論創社、1996年）
- （監修）（冨士哲也）『スーパー英文読解演習（2）』（論創社、1996年）
- （監修）（冨士哲也）『スーパー英文読解演習（3）』（論創社、1997年）

### 一般書
- 『答えが見つかるまで考え抜く技術』（サンマーク出版、2003年）
- 『日記の魔力』（サンマーク出版、2004年）
- 『問いの魔力』（サンマーク出版、2008年）

### 翻訳
- エルネスト・マンデル（山内昶と共訳）『カール・マルクス（bibliotheca sine titulo）』（河出書房新社、1971年）

### 論文
- 「国家独占資本主義下の公的投融資と資本の過剰蓄積 -- ポール・ボッカラの新論〔Paul Boccara; Capitalisme monopoliste d'Etat, Accumulation du capital et financement public de la pro-duction.（"Economie et Politique"誌 1966年6月7日掲載）〕紹介」『経済学雑誌』60(2) [1969.02]
- 「商品の物神性と価値形態（マルクス物神性＝物象化論の再構成 -1-）」 『現代の理論』8（11）（1971年11月）
- 「マルクス価値形態論の論理的位相（マルクス物神性＝物象化論の再構成 -2-）」『現代の理論』8（12）（1971年12月）
- 「物神性＝物象化世界の基礎構造 -上- （マルクス物神性＝物象化論の再構成 -3-）」 『現代の理論』9（2）（1972年2月）
- 「物神性＝物象化世界の基礎構造 -中- （マルクス物神性＝物象化論の再構成 -4-）」 『現代の理論』9（6）（1972年6月）
- 「宇野理論における世界認識（宇野理論とマルクス主義経済学（(特集))」『現代の理論』9（7）（1972年7月）
- 「物神性＝物象化世界の基礎構造 -下-（マルクス物神性＝物象化論の再構成 -5-）」『現代の理論』9（8）（1972年8月）
- 「<国家-市民社会>止揚の構図 -- ヘーゲルとマルクス （ヘーゲルからマルクスへ（特集））」 『現代の理論』10（7）（1973年7月）
- 「労働把握をめぐるヘーゲルとマルクス（ヘーゲルからマルクスヘ（特集） -2-）」 『現代の理論』10（12）（1973年12月）
- 「労働と所有の分離 -- マルクス階級論の核心は何か -上- （マルクス研究の新段階（特集））」 『現代の理論』11（3）（1974年3月）
- 「労働と所有の分離 -- マルクス階級論の核心は何か -下-」『現代の理論』11（4）（1974年4月）
- 「ヘーゲルの国家-市民社会論 -- イェーナ実在哲学を中心として -上- （ヘーゲルからマルクスへ（特集）-3-）」『現代の理論』11（8）（1974年8月）
- 「ポストモダニズムと市場（仮構としての経済 -- 市場・貨幣・文明） -- （市場） / Fredric Jameson 著; 表三郎 訳」 『現代思想』 21（4）（1993年4月）
- 「マルクスの民主主義論 -- マルクス・バフチン・オースチン -1-」 『情況 第二期』 7（8）（1996年9月）
- 「知と生活の分裂 -- マルクス・バフチン・オースチン -2-」『情況 第二期』7（9）（1996年10月）
- 「国家と市民社会の分離 -- マルクス・バフチン・オースチン -3-」『情況 第二期』7（10）（1996年11月）
- 「近代社会の宗教性 -- マルクス・バフチン・オースチン -4-」『情況 第二期』7（11）（1996年12月）
- 「歴史に学ぶ -- 石堂清倫先生訪問記』 『情況 第二期』8（2）（1997年2月）
- 「ダイアローグ論 -- マルクス・バフチン・オースチン -5-」『情況 第二期』8（4）（1997年5月）
- 「フランクフルト学派論 -- アドルノとベンヤミン（上）（特集 フランクフルト学派の新潮流） フレデリック・ジェームソン; 表三郎 訳」『情況 第二期』9（4）（1998年5月）
- 「フォイエルバッハについて -- オリジナル版「フォイエルバッハ・テーゼ」〔含独語原文〕（特集 マルクスの「フォイエルバッハ・テーゼ」に還れ） / Karl Marx; 表三郎 訳」 『情況 第三期』 2（6）（通号10、2001年7月）
- 「『フォイエルバッハ・テーゼ』の思い出（特集 マルクスの「フォイエルバッハ・テーゼ」に還れ） -- （「テーゼ」に関する思想的・理論的提言）」 『情況 第三期』2（6）（通号10、2001年7月）

### 雑誌連載
大学受験関係
- 「英文熟読講座」『高校英語研究』（研究社出版、1989年4月-1990年3月、全12回）